# أولريش براند
أولريش براند (بالألمانية: Ulrich Brand)‏ هو عالم سياسة واقتصادي ألماني، ولد في 15 أبريل 1967 في جزيرة مايناو في ألمانيا.